# Калифорния Голден Силз
«Калифорния Голден Силз» (англ. California Golden Seals) — профессиональный хоккейный клуб, выступавший в  в Национальной хоккейной лиге с 1967 по 1976 год. Присоединился к лиге в рамках расширения НХЛ в 1967 году. Первоначально команда называлась «Калифорния Силз», но в сезоне 1967/68 была переименована в «Окленд Силз», а затем в «Бэй Эреа Силз» в 1970 году, и, наконец, в том же году получила название «Калифорния Голден Силз».
«Тюлени» являются наименее успешной командой из тех, что вступили в лигу в 1967 году. Команда не добилась значимых успехов, и лишь дважды за девять сезонов смогла выйти в плей-офф, ни разу не преодолев даже четвертьфинальную стадию. 
В 1976 году клуб был переименован в Кливленд Баронз, который двумя годами позже объединился с Миннесота Норт Старз.
Располагался в Окленде, Калифорния. Домашние матчи проводил на «Окленд–Аламеда Каунти Колизеум».

## История
В 1966 году НХЛ объявила, что в сезоне 1967/68 в качестве нового дивизиона будут добавлены шесть новых команд. Официальная причина расширения — желание расширить лигу на новые рынки. Неофициальная — предотвратить угрозу превращения Западной хоккейной лиги (WHL) в конкурента. На тот момент «Сан-Франциско Силз» были одной из команд из WHL. 
НХЛ предоставила Барри Ван Гербигу право организовать команду в области залива Сан-Франциско. Ван Гербиг решил приобрести клуб WHL с намерением в следующем сезоне вступить в НХЛ.
Ван Гербиг планировал, что команда будет играть на новой арене в Сан-Франциско, но новая арена так и не была построена. Тогда он решил перевезти команду из «Кау Пэлас» в Дейли–Сити в Окленде, чтобы играть на новой арене «Окленд-Аламеда Каунти Колизеум». Ван Гербиг убрал из названия упоминание Сан-Франциско и переименовал клуб в «Калифорния Силз». Это было сделано в попытке привлечь внимание болельщиков из Сан-Франциско и в ответ на жалобы других команд НХЛ на то, что Окленд не считается городом высшей лиги и не будет привлекателен для болельщиков.
Год спустя «Калифорния Силз» были включены в НХЛ в качестве команды расширения. Команда участвовала в драфте расширения НХЛ 1967 года вместе с пятью другими командами, однако условия, выдвинутые оригинальной шестёркой, были очень односторонними, и учитывали только интересы команд шестёрки. Существующим командам НХЛ было разрешено защищать почти всех своих лучших игроков, таким образом, игроки, доступные для выбора на драфте, были в основном новичками, ветеранами, прошедшими свой пик, или игроками из низших лиг. Чтобы укрепить свой состав, а также сохранить видимость узнаваемости и преемственности для существующих фанатов «Тюленей», команда сохранила часть состава из WHL, таких как Чарли Бернс, Джордж Сварбрик, Джерри Одровски, Том Терлби и Рон Харрис.
Район залива Сан-Франциско не считался особенно прибыльным хоккейным рынком; однако условия нового телевизионного соглашения с CBS предусматривали, что две новые команды должны были базироваться в Калифорнии, при этом, кроме «Лос-Анджелес Кингз», других потенциальных претендентов на франшизу, похожих по происхождению на «Силз», не было.
План по привлечению болельщиков из Сан-Франциско провалился, и 6 ноября 1967 года Ван Гербиг объявил, что название команды будет изменено на «Окленд Силз» (хотя лига зарегистрировала это изменение только 8 декабря).

## Наследие
Наиболее активные игроки, игравшие за эту команду, — Дэннис Марук, закончивший карьеру в 1989 году в «Миннесоте», и Чарли Симмер, завершивший свою карьеру профессионального хоккеиста в 1992 году в «Сан-Диего» из ИХЛ.

## Статистика
```
Season Team Name                И   Н   П   T   Pts Шайбы     Штр  Результат Плей-офф
1967-68 Oakland Seals           74  15  42  17  47  153: 219  787  6 в West  в плей-офф не играли
1968-69 Oakland Seals           76  29  36  11  69  219: 251  811  2 в West  проиграли в четвертьфинале (
LA
)
1969-70 Oakland Seals           76  22  40  14  58  169: 243  845  4 в West  проиграли в четвертьфинале (
PIT
)
1970-71 California Golden Seals 78  20  53  5   45  199: 320  937  7 в West  в плей-офф не играли
1971-72 California Golden Seals 78  21  39  18  60  216: 288  1007 6 в West  в плей-офф не играли
1972-73 California Golden Seals 78  16  46  16  48  213: 323  840  8 в West  в плей-офф не играли
1973-74 California Golden Seals 78  13  55  10  36  195: 342  651  8 в West  в плей-офф не играли
1974-75 California Golden Seals 80  19  48  13  51  212: 316  1101 4 в Adams в плей-офф не играли
1975-76 California Golden Seals 80  27  42  11  65  250: 278  1058 4 в Adams в плей-офф не играли
Итого за девять сезонов         698 182 401 115 479 1826:2580 8037
```